# Torneo de Bastad 2019
El Swedish Open 2019 fue un torneo de tenis perteneciente al ATP Tour 2019 en la categoría ATP World Tour 250. El torneo tuvo lugar en la ciudad de Bastad (Suecia), desde el 15 hasta el 21 de julio de 2019 sobre tierra batida.

## Distribución de puntos
| Modalidad            | Campeón | Finalista | Semifinales | Cuartos de final | 2ª ronda | 1ª ronda | Clasificados | 2ª ronda de clasificación | 1ª ronda de clasificación |
| Individual masculino | 250     | 165       | 100         | 50               | 25       | 0        | 13           | 7                         | 0                         |
| Dobles masculino     | 250     | 150       | 90          | 45               | 20       | 0        | -            | -                         | -                         |

## Cabezas de serie

### Individuales masculino
| Tenista              | Ranking | Preclasificados |
| Christian Garín      | 34      | 1               |
| Fernando Verdasco    | 37      | 2               |
| Pablo Cuevas         | 45      | 3               |
| Richard Gasquet      | 47      | 4               |
| Nicolás Jarry        | 53      | 5               |
| Juan Ignacio Lóndero | 60      | 6               |
| Casper Ruud          | 62      | 7               |
| João Sousa           | 69      | 8               |

- Ranking del 1 de julio de 2019.[2]

### Dobles masculino
| Tenista                              | Ranking | Preclasificados |
| Roman Jebavý Matwé Middelkoop        | 96      | 1               |
| Marcelo Demoliner Nicolás Jarry      | 111     | 2               |
| Federico Delbonis Horacio Zeballos   | 132     | 3               |
| Cheng-Peng Hsieh Christopher Rungkat | 132     | 4               |

## Campeones

### Individual masculino
Nicolás Jarry venció a  Juan Ignacio Lóndero por 7-6(9-7), 6-4 

### Dobles masculino
Sander Gillé /  Joran Vliegen vencieron a  Federico Delbonis /  Horacio Zeballos por 6-7(5-7), 7-5, [10-5]